# Jorge Arroyo (halterófilo)
Jorge David Arroyo Valdez (n. 23 de septiembre de 1991, Pto. Francisco de Orellana, Ecuador) es un halterófilo que compitió en la categoría de menos de 105 kg en los Juegos Olímpicos de Londres 2012, quedando en el octavo lugar tras levantar 385 kg.